# Keratoisis flabellum
Keratoisis flabellum is een zachte koraalsoort uit de familie Isididae. De koraalsoort komt uit het geslacht Keratoisis. Keratoisis flabellum werd in 1908 voor het eerst wetenschappelijk beschreven door Nutting. 